# フィレンツェ派
フィレンツェ派とは、13～17世紀のイタリアで、フィレンツェを中心に活躍した画派。ルネサンス美術は彼らが主導したことで発展し、その影響もヨーロッパ各地に大きく及んだ。フィレンツェは、盛期ルネサンスの初期の中心地でもあった。

## パトロンとの関わり

### 社会的基盤
フィレンツェやヴェネツィアなどの共和国において、パトロンは都市政府や同職組合（ギルド）のような公的パトロンが、宗教的パトロネージを展開する傾向にある。しかしこのパトロネージは公的から私的、宗教的から世俗的へと比重が変わり、これがルネサンスの特徴を成している。フィレンツェのパトロンは主に都市政府、同業組合、上層市民からなる。1282年から250年に亘って執り行われた寡頭制政治の中で、プリオーレ制が廃止された1531年までに50回以上、かつ1302年以前にプリオーレに選ばれた名門の家が公的パトロンとしての都市政府を構成するが、後にそれから私的パトロンが生まれた。パトロン階層を担ったギルドの中でも、七大組合は国際的金融業と商工業を経営する大商人層によって形成されており、フィレンツェの政治経済を牛耳っていた。彼らがパトロン層となった。さらに13世紀から14世紀の都市間の争いによって下地が作られたものの、1333年の大洪水と1348年の黒死病によって深刻な被害を受けた。また政治的には白派黒派の抗争から外国人シニョーレの招来と追放、経済的には1346年におけるバルディとペルッツィの二大銀行の倒産によるフィレンツェ経済の危機があった。

## 代表者
- ジョット・ディ・ボンドーネ
- マサッチオ
- フラ・アンジェリコ
- フィリッポ・リッピ、フィリッピーノ・リッピ父子
- サンドロ・ボッティチェッリ
- レオナルド・ダ・ヴィンチ
- ミケランジェロ・ブオナローティ
- アンドレア・デル・サルト

## 参考資料

### 文献
- 松本典昭『パトロンたちのルネサンス:フィレンツェ美術の舞台裏』 1083巻、日本放送出版協会〈NHKブックス〉、2007年4月。ISBN 978-4-14-091083-2。 NCID BA81636151。